# Bula Bula
Bula Bula је студијски албум италијанске певачице Мине из 2005. Албум је заузео прво место на топ листи Италије и продао се 2005. године тиражом од 130 хиљада примерака.

## Списак пјесама
1. Vai e vai e vai — 4:15
2. Portati via — 3:54
3. Fragile — 3:40
4. Se — 4:31
5. Fra mille anni — 4:26
6. La fin des vacances — 4:20
7. Sei o non sei — 3:46
8. 20 parole — 3:08
9. Bell'animalone — 4:08
10. Dove sarai — 4:34
11. Quella briciola di più — 5:11
12. La fretta nel vestito — 3:33 (7:11)
  - Fever — 3:38 (ghost track)

## Позиције на листама
| Листа (2005)                     | Највиша позиција |
| -------------------------------- | ---------------- |
| Италија (FIMI)                   | 1                |
| Швајцарска (Schweizer Hitparade) | 95               |